# Кладбище «Розовая ферма»
Кладбище «Розовая ферма» (англ. Pink Farm Cemetery) — воинское кладбище комиссии Содружества наций по уходу за военными захоронениями расположенное на Галлипольском полуострове, невдалеке от деревни Критии. На нём покоятся останки солдат Антанты погибших в Дарданелльской операции.

## Описание
Ферма Сотири, невдалеке от которой проходила линия фронта, была названа солдатами британского содружества Розовой из-за красноватого цвета местной почвы. Три кладбища, сформировавшиеся вокруг фермы в ходе боёв, после наступления перемирия были дополнены телам собранными в других местах этого региона и сведены в одно более крупное.
Современная площадь составляет 3164 квадратных метра и содержит могилы 214 британских солдат, морских пехотинцев и матросов королевской военно-морской дивизии и дивизиона бронеавтомобилей, 3 новозеландцев, 2 австралийцев и 164 человека, чья принадлежность к какому-либо подразделению и роду войск осталась неизвестна. Число безымянных солдатских могил равняется 250, а также 216 британских матросов, 2 новозеландцев и одного австралийца. Всем им установлены специальные каменные надгробия.
С задней стороны кладбище окаймляет полоса сосновых деревьев, с боков, южную и северную границу представляют собой насаждения тамариска. В целом кладбище ориентировано в северо-западном направлении и размещается почти на вершине длинного хребта идущего к деревне Крития.